# Comunes
|  | Per a altres significats, vegeu «Comuna». |

Comunes és un col·lectiu sense ànim de lucre dedicat a facilitar el treball d'altres col·lectius i activistes mitjançant el desenvolupament d'eines web i recursos lliures, amb l'objectiu de promoure els béns comuns. Anteriorment conegut com a Ourproject.org, aquest col·lectiu es va establir com a entitat jurídica en 2009, formant Comunes, amb la finalitat de servir com organització paraigua a diversos projectes relacionats amb els béns comuns.
Els objectius de Comunes són els de donar protecció jurídica als projectes membres i dotar-los d'una infraestructura tècnica basada en programari lliure. La filosofia de Comunes es plasma en el seu manifest, en el qual es mostra als moviments socials com els nodes d'una xarxa social, l'anàlisi dels problemes que té aquest ecosistema i la seva proposta per a disminuir-los mitjançant les eines web. Els projectes membres de Comunes s'han de centrar en el foment de la protecció o la promoció dels béns comuns.

## Projectes

### Ourproject.org
Ourproject.org és un servei lliure per a col·laboracions en projectes lliures (de qualsevol temàtica) que ofereix fàcil accés a projectes, llistes de correu, fòrums de missatges, organitzador de tasques, allotjament de webs, arxiu permanent de fitxers, còpies de seguretat contínues, i una administració total basada en una interfície web, amb la condició que els resultats dels projectes es queden lliurement publicats en aquesta mateixa eina utiliçant Creative Commons (o qualsevol altra licència lliure). I a l'abast de qualsevol persona que els necessiti. Actiu des de 2002, avui dia és seu de 1.138 projectes i els seus serveis reben 500,000 visites mensuals.

### Kune
Kune és un programari per a una plataforma de xarxa social federada orientada al treball col·laboratiu, centran-se en els grups de treball i no en els individuos. El seu objectiu és permetre la creació d'espais de treball col·laboratius en línia, a on les organitzacions i els individuos puguin construir els seus projectes, coordinar agendes comuns, establir reunions virtuals i afiliar-se a organitzacions amb interessos similars. Kune està desenvolupat en GWT en la part del client, integrat amb Apache Wave (anteriorment Wave-In-A-Box) i usant principalment protocols oberts com XMPP i el Wave Federation Protocol. El codi, en desenvolupament des de 2007, està llicenciat sota Affero GPL i el disseny sota Creative Commons BY-SA. La versió Beta de Kune va ser alliberada i posada en producció a l'abril del 2012.

### Move Commons
Move Commons és una eina web perquè iniciatives, col·lectius o organitzacions no governamentals puguin formular les i visibilitzar els seues principis bàsics. La idea darrere de MC segueix la mateixa mecànica d'etiquetatges de Creative Commons per a obres culturals, proporcionant un sistema d'etiquetatge fàcil d'usar per a cada iniciativa, amb quatre icones significatius i algunes paraules clau. El seu objectiu és augmentar la visibilitat i la difusió d'aquest tipus d'iniciatives i la creació d'una xarxa entre iniciatives / projectes relacionats, permetent el seu mutu descobriment. A més, els nouvinguts podrien fàcilment entendre l'enfocament col·lectiu a la seva pàgina web, o descobrir els col·lectius que coincideixen amb el seu camp / ubicació / interessos segons una recerca semàntica. S'ha presentat en molts fòrums. Actualment es troba en versió Beta, però ja hi ha algunes organitzacions que utilitzen les seues etiquetes.

### Altres projectes
Comunes també té altres projectes com Alerta (sistema d'alertes impulsat per la comunitat), Plantaré (moneda de la comunitat per a l'intercanvi de llavors) i altres.